# Chrysotypus dives
Chrysotypus dives är en fjärilsart som beskrevs av Butler 1879. Chrysotypus dives ingår i släktet Chrysotypus och familjen Thyrididae. Inga underarter finns listade i Catalogue of Life.